# Хан Ји
Хан Ји (кин: 韓愈; пин: Hán Yù;768—824), рођен у Нанјангу у Хенану, Кина, био је претходник Неоконфуцијанизма као и есејист и Кинески песник, током Танг династије. Био је вођа покрета „Стара проза“ који се супростављао формалном стилу писања и предлагао употребу једноставнијих колоквијалних израза и синтаксе. Хан ји у својим песмама почиње са коментарима и полемикама и код њега се осећају прозни утицаји. Чувен је по својим памфлетима против будизма.
Хан Ји је имао дугу и релативно успешну политичку каријеру док није пао у немилост и упућен за чиновника у удаљену област у Гуантунгу.